# Guadiella ballesterosi
Guadiella ballesterosi is een slakkensoort uit de familie van de Hydrobiidae. De wetenschappelijke naam van de soort is voor het eerst geldig gepubliceerd in 2009 door Alba, Tarruella, Prats, Corbella & Guillen.